# Centro per lo studio dei testi sacri bahai
Il Centro per lo studio dei Testi Sacri bahá'í è il punto di riferimento mondiale per lo studio e la traduzione dei testi sacri della Fede bahá'í.

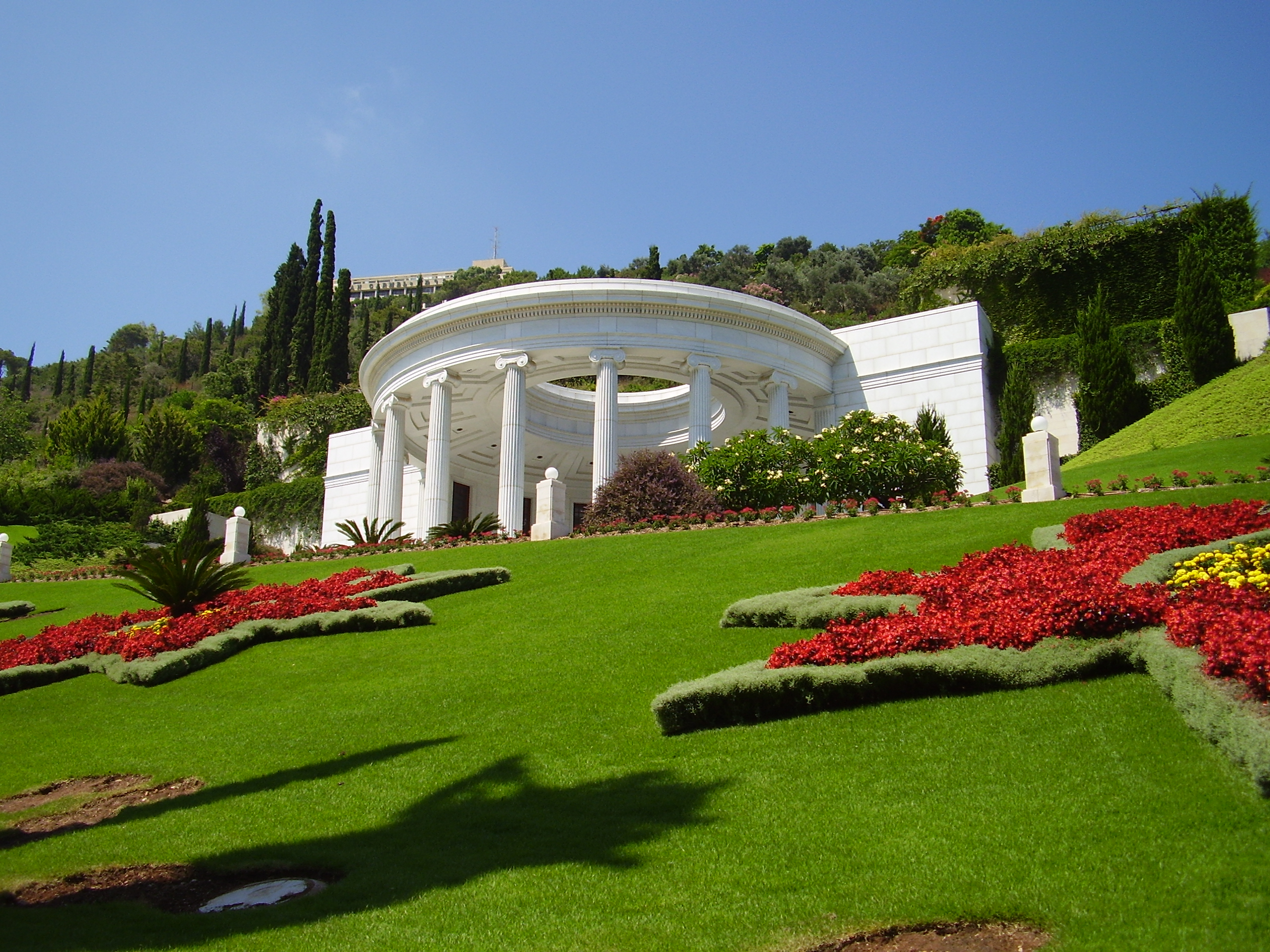
Centro per lo studio dei Testi Sacri bahai, Haifa

Al Centro mondiale fanno capo gli studiosi, credenti e non, che si occupano della Fede bahá'í o che intendano tradurne i Testi sacri in altre lingue; dispone, infatti, di un'ampia documentazione che ne fa il punto di partenza essenziale per lo studio della Fede, sia dal punto di vista storico che strettamente religioso. Le sacre Scritture della Fede sono state tradotte in oltre ottocento lingue. 

## L'edificio
L'edificio è parte dell'Arco che unisce il complesso di edifici amministrativi del Centro Mondiale bahai sul Monte Carmelo a Haifa, in Israele, e assieme alla Casa Universale di Giustizia che ne è il fulcro, comprende anche il Centro Internazionale di Insegnamento e l'Archivio Internazionale Bahai.
L'andamento ad arco, costituito dalle varie costruzioni, è stato voluto da Shoghi Effendi, che ha, così, inteso materializzare simbolicamente una profezia di Bahá'u'lláh.
Lo stile architettonico della sede della Casa Universale di Giustizia, progettata da Hossein Amanat, è neoclassico, così come lo è anche lo stile degli altri edifici dell'Arco, che la cingono, compreso il Centro per lo studio dei Testi Sacri baha'i.
La costruzione del Centro per lo studio dei Testi Sacri fu annunziata nel 1987, iniziata nel 1992 e completata nel 1999.